# Regiunea Bihor

Regiunea Bihor în cadrul împărţirii administrative a României 1950-1952

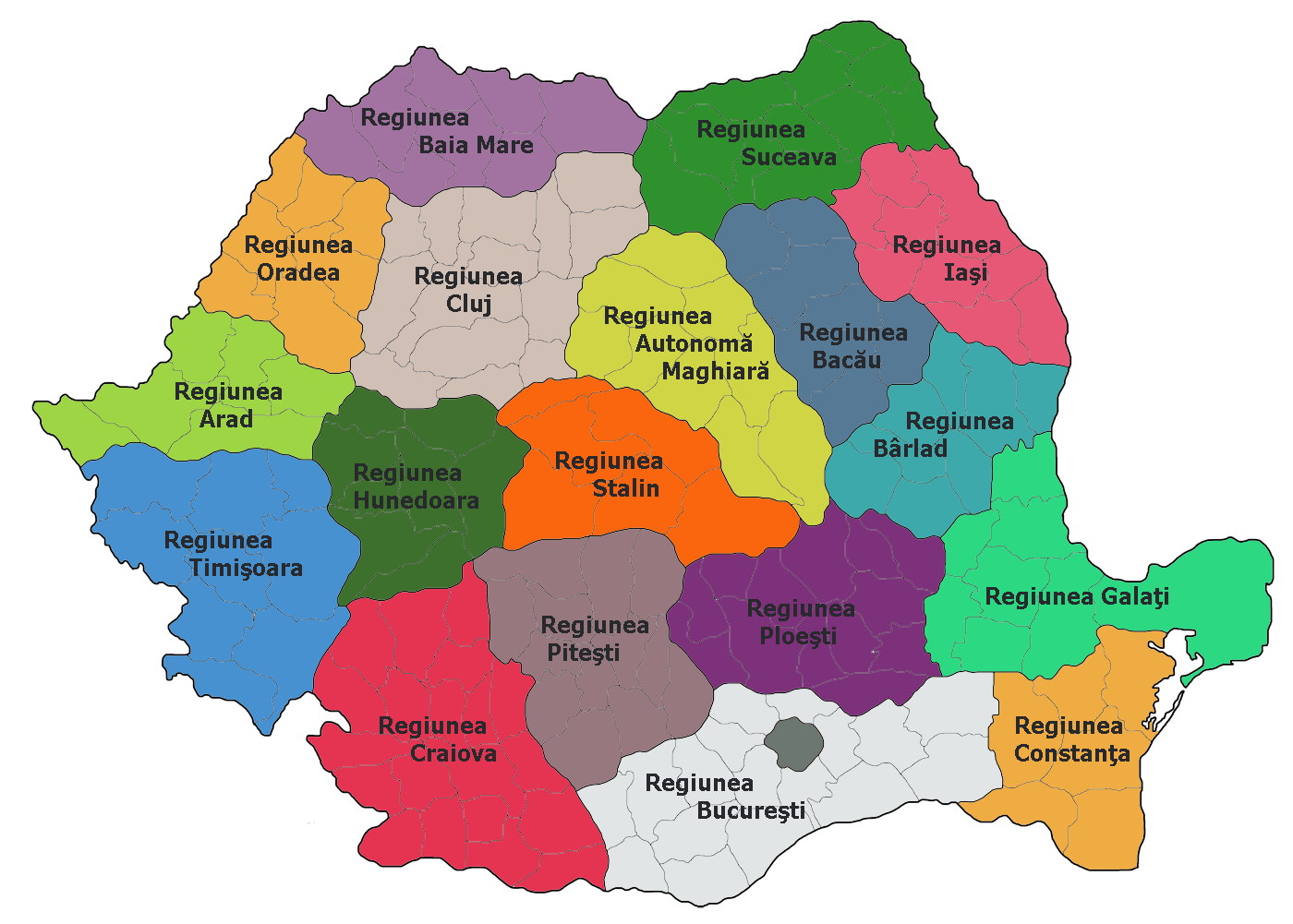
Regiunea Bihor în cadrul împărţirii administrative a României (1953)

Regiunea Bihor a fost o diviziune administrativ-teritorială situată în zona de nord-vest a Republicii Populare Române, înființată în anul 1950, când au fost desființate județele (prin Legea nr.5/6 septembrie 1950). Ea a existat până în anul 1952, când a fost redenumită regiunea Oradea.

## Istoric
Reședința regiunii a fost la Oradea, teritoriul său inițial fiind aproximativ cel al actualului județ Bihor. Regiunea Bihor era formată din raioanele Aleșd, Beiuș, Marghita, Oradea, Salonta, Săcuieni și Șimleu. În 1952 și-a schimbat numele în regiunea Oradea, iar în 1956, după dizolvarea regiunii Arad, a încorporat și raioanele Criș, Gurahonț și Ineu ale acesteia. În 1960 a fost redenumită regiunea Crișana.

## Vecinii regiunii Bihor
Regiunea Bihor se învecina:
- (1950 - 1956): la est cu regiunea Cluj, la sud cu regiunea Arad, la vest cu Republica Populară Ungară, iar la nord cu regiunea Baia Mare.
- (1956 - 1968): la est cu regiunea Cluj, la sud cu regiunile Banat și Hunedoara, la vest cu Republica Populară Ungară, iar la nord cu regiunea Baia Mare.

## Raioanele regiunii Bihor
Regiunea Bihor cuprindea următoarele raioane: 
- 1950–1956: Aleșd, Beiuș, Marghita, Oradea, Salonta, Săcuieni, Șimleu.
- 1956–1968: Aleșd, Beiuș, Criș, Gurahonț, Ineu, Marghita, Oradea, Salonta, Săcuieni, Șimleu.